# ルドミラ・フォン・ベーメン (1170-1240)
ルドミラ・フォン・ベーメン（ドイツ語：Ludmilla von Böhmen, 1170年ごろ - 1240年8月14日）またはルドミラ・プシェミスロヴナ（チェコ語：Ludmila Přemyslovna）は、バイエルン公ルートヴィヒ1世の妃。

## 生涯
ルドミラはボヘミア公ベドジフとハンガリー王ゲーザ2世の娘エルジェーベトの間の娘である。姉ヘレナは東ローマ皇帝マヌエル1世コムネノスと婚約したが結婚しなかった。ゾフィーはアルブレヒト1世と結婚した。他の兄姉は皆早世した。
ルドミラの父方の祖父母はボヘミア王ヴラジスラフ2世とその最初の妃ゲルトルート（オーストリア辺境伯レオポルト3世の娘）、母方の祖父母はハンガリー王ゲーザ2世とエフロシニヤ・ムスチスラヴナである。
ルドミラは最初にボーゲン伯アーダルベルト3世と結婚し、3男をもうけた。
- ベルトルト4世（1218年没） - ボーゲン伯。クニグンデ・フォン・ヒルシュベルクと結婚、子女なし。
- アーダルベルト4世（1242年没） - ボーゲン伯。リヒツァ・フォン・ディリンゲンと結婚。
- ディーポルト（1219年没） - レーゲンスブルクの司祭

アーダルベルト3世は1197年に死去し、長男ベルトルトが伯領を継承した。
1204年、ルドミラは前夫アーダルベルト3世と対立していたバイエルン公ルートヴィヒ1世と再婚した。この結婚により、ルートヴィヒ1世はルドミラの叔父ボヘミア王オタカル1世と同盟を結ぶことができた。この結婚で1男が生まれた。
- オットー2世（1206年 - 1253年） - バイエルン公（1231年 - 1253年）

ルートヴィヒ1世とルドミラは、息子オットーのためにふさわしい結婚相手を探し、1222年にオットーはライン宮中伯ハインリヒ5世の娘アグネス・フォン・ブラウンシュヴァイクと結婚した。これまでにアグネスの兄が死去しており、アグネスはヴィッテルスバッハ家にライン宮中伯位をもたらし、ルドミラの孫ルートヴィヒ2世以降、ライン宮中伯位を子孫が継承した。
ルートヴィヒ1世は1231年にケルハイムで暗殺された。暗殺犯はすぐに殺されたため、暗殺の真相は明らかにならなかった。この後ヴィッテルスバッハ家はケルハイムの地を嫌ったため、ケルハイムの町はバイエルン公の居所の一つとしての立場を失った。ルートヴィヒ1世はシェイエルン修道院に埋葬された。
ルドミラは1232年にランツフート近郊にゼリゲンタール修道院を創建した。ルドミラは1240年8月14日に死去し、ゼリゲンタール修道院に埋葬された。